# Сьоткаси
Сьотка́си (рос. Сёткасы, чув. Çоткасси, Çуткасси) — присілок у Чувашії Російської Федерації, у складі Кукшумського сільського поселення Ядринського району.
Населення — 111 осіб (2010; 131 в 2002, 215 в 1979, 427 в 1939, 417 в 1926, 517 в 1906, 407 в 1858).

## Історія
Історична назва — Саткас. Засновано 18 століття як виселок присілка Велика Четаєва (нині не існує). До 1866 року селяни мали статус державних, займались землеробством, тваринництвом. На початку 20 століття діяв вітряк, у 1920-ті роки працювали різні майстерні. 1931 року утворено колгосп «Червоний орач». До 1927 року присілок входив до складу Ядринської та Балдаєвської волостей Ядринського повіту, з переходом на райони 1927 року — у складі Ядринського району.

## Господарство
У присілку працюють спортивний майданчик та магазин.